# Oleg Michailowitsch Kuleschow
Oleg Michailowitsch Kuleschow (russisch Оле́г Миха́йлович Кулешо́в, wiss. Transliteration Oleg Michajlovič Kulešov; * 15. April 1974 in Omsk, Sowjetunion) ist ein russischer Handballtrainer und ehemaliger Handballspieler. Der 1,84 m große und 95 kg schwere Rechtshänder spielte Rückraum Mitte.

## Karriere als Spieler

### Vereine
Kuleschow spielte er für den russischen Erstligisten GK Kaustik Wolgograd. Mit diesem gewann er 1996, 1997 und 1998 die russische Meisterschaft.
Von 1999 bis 2007 spielte er für den SC Magdeburg in der Handball-Bundesliga. Mit diesem wurde er im Jahr 2001 in der Handball-Bundesliga Deutscher Meister, EHF-Pokalsieger und Vereins-Europameister. In der darauffolgenden Saison wurde das Team wieder Vereins-Europameister 2002 sowie Champions-League-Sieger werden. In den folgenden Jahren gewann man 2007 erneut den EHF-Pokal.
Zur Saison 2007/08 wechselte Kuleschow zum VfL Gummersbach, nachdem für die Beendigung seines noch bis 2008 laufenden Vertrags eine „einvernehmliche Lösung gefunden“ wurde. Kuleschow, der in Gummersbach mit der Trikotnummer 20 auflief, war Wunschkandidat des ehemaligen Trainers Alfreð Gíslason, der ihn bereits beim SC Magdeburg trainierte, gewesen.
Seine Spielerkarriere musste er auf Grund zahlreicher Verletzungen vorzeitig beenden.

### Nationalmannschaft
Kuleschow spielte 123 Spiele für die russische Nationalmannschaft und erzielte dabei 390 Tore. Er trug in der Nationalmannschaft die Nummer 5. Mit der Nationalmannschaft wurde er Europameister 1996 sowie Weltmeister 1997. Bei der Europameisterschaft 2000 wurde er mit seiner Mannschaft Zweiter. Bei den Olympischen Sommerspielen 2004 in Athen gewann er mit dem Team nach dem Spiel gegen Ungarn die Bronze-Medaille.

## Karriere als Trainer
Kuleschow war kurzzeitig ab Februar 2010 Co-Trainer bei seinem ehemaligen Verein SC Magdeburg unter Interimstrainer Sven Liesegang, bis es im Mai 2010 zum Zerwürfnis zwischen den beiden kam. Ab Juli 2011 war er Trainer der HF Springe und damit Nachfolger von Sven Lakenmacher. Im November 2012 wurde sein Vertrag auf eigenen Wunsch aufgelöst.
Im März 2012 wurde er als neuer Trainer der russischen Nationalmannschaft präsentiert. Kuleschow setzte sich dabei gegen neun weitere Kandidaten durch. Im Februar 2015 trat er von seinem Amt als Nationaltrainer zurück.
Ab der Saison 2016/17 trainierte er wieder die HF Springe. Nach dem Rückzug des Clubs aus der 3. Liga kehrte er nach Russland zurück und übernahm SKIF Krasnodar. Im August 2019 gab er den Trainerposten von SKIF ab. Im Oktober 2019 übernahm Kuleschow den russischen Erstligisten GK Spartak Moskau; im Oktober 2020 wurde er dort entlassen. Ab der Saison 2021/22 trainierte er den russischen Frauen-Erstligisten GK Dynamo Wolgograd. Zur Saison 2024/25 wechselte Kuleschow zum Ligakonkurrenten PGK ZSKA Moskau, den er Ende Oktober 2024 verließ.

## Sonstiges
Kurz nachdem Kuleschow seinen Vertrag beim SC Magdeburg unterzeichnete, hatte er einen schweren Autounfall mit Knie- und Fußverletzungen, und musste infolgedessen siebenmal operiert werden.
Kuleschow ist von Beruf Sportlehrer/Trainer.

## Sportliche Erfolge
- Olympiadritter 2004
- Europameister 1996
- Weltmeister 1997
- EM-Zweiter 2000

- Russischer Meister 1996, 1997, 1998 (Kaustik Wolgograd)[17]
- Deutscher Meister 2001 (SC Magdeburg)
- Champions-League-Sieger 2002 (SC Magdeburg)
- Vereins-Europameister 2001, 2002 (SC Magdeburg)
- EHF-Pokalsieger 2001, 2007 (SC Magdeburg)